# Grönlands stift

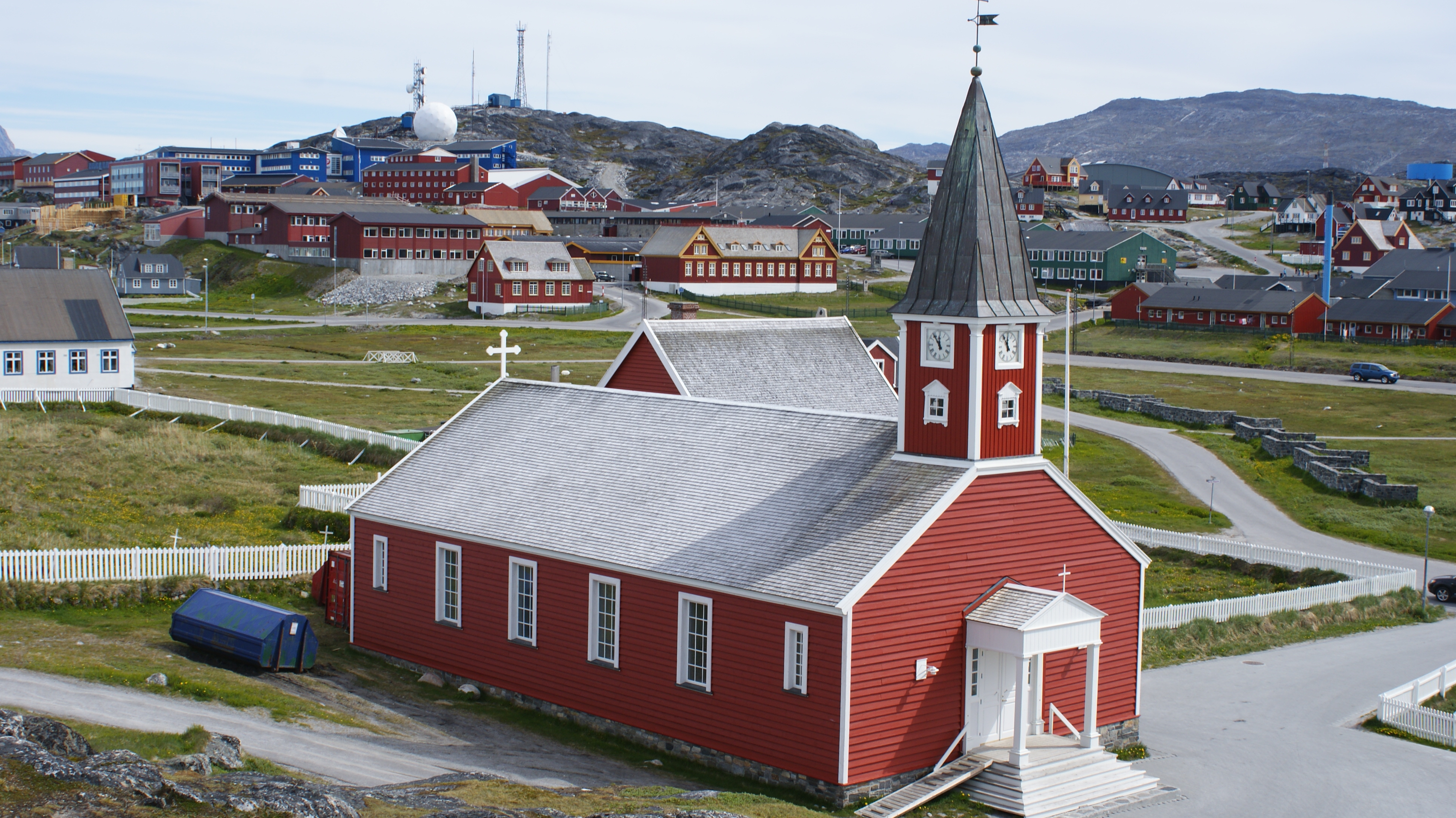
Vor Frelser Kirke i Nuuk, stiftets domkyrka.

Grönlands stift inom den Danska folkkyrkan är Grönlands största trossamfund.
Stiftet är indelat i tre kontrakt, lett av var sin prost. Det mellersta kontraktet leds av domprosten i Nuuk.

## Historia
Den som först förkunnade den evangelisk-lutherska läran på Grönland var den norskfödde prästen, Hans Egede som grundlade Godthåb (nuvarande Nuuk) och blev biskop där 1740.
1993 blev Grönland ett självständigt stift med Kristian Mørch som biskop.
Stiftets nuvarande biskop heter Sofie Petersen, som tillsammans med Lise-Lotte Rebel är Danska kyrkans första kvinnliga biskop.
Under Petersens tid som biskop har man fått en grönländsk nyöversättning av Bibeln, en ny kyrkohandbok och en ny grönländsk psalmbok.